# Tábua (freguesia)

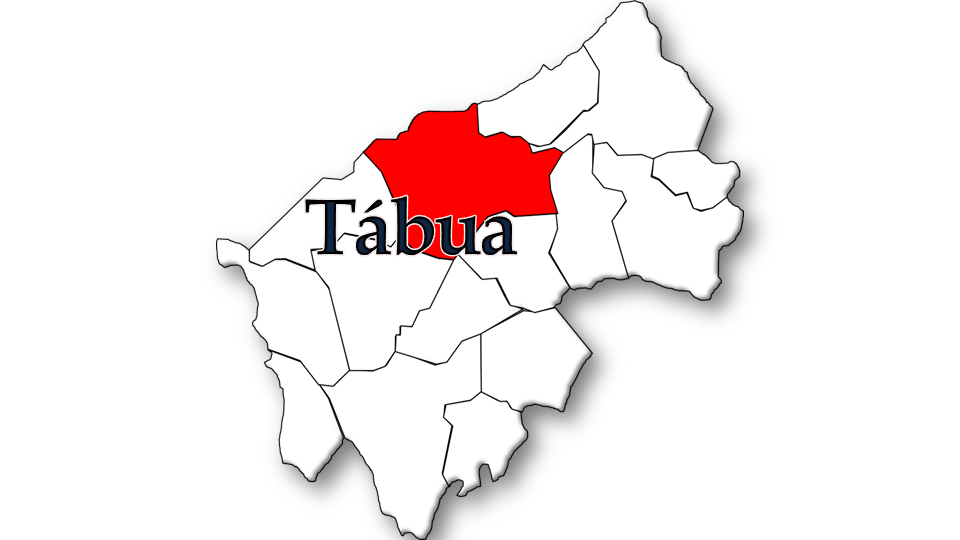
Localização da freguesia no Município de Tábua

A Freguesia de Tábua é uma freguesia portuguesa do Município de Tábua com 24,81 km² de área e 3681 habitantes (censo de 2021), tendo, por isso, uma densidade populacional de 148,4 hab./km².

## Demografia
A população registada nos censos foi:
| Distribuição da População por Grupos Etários | Distribuição da População por Grupos Etários | Distribuição da População por Grupos Etários | Distribuição da População por Grupos Etários | Distribuição da População por Grupos Etários |
| -------------------------------------------- | -------------------------------------------- | -------------------------------------------- | -------------------------------------------- | -------------------------------------------- |
| Ano                                          | 0-14 Anos                                    | 15-24 Anos                                   | 25-64 Anos                                   | > 65 Anos                                    |
| 2001                                         | 515                                          | 383                                          | 1472                                         | 665                                          |
| 2011                                         | 616                                          | 361                                          | 1822                                         | 743                                          |
| 2021                                         | 517                                          | 407                                          | 1891                                         | 866                                          |

## Património
- Penedo Oscilante ou Penedo Cabana
- Troço da Via Antiga da Pedra da Sé

## Personalidades ilustres
- Senhor de Tábua